# 诺兰·阿里纳多
諾蘭·詹姆斯·阿里納多（英語：Nolan James Arenado，1991年4月16日—），綽號「山大王」，為美國職棒大聯盟的三壘手，現效力於聖路易紅雀。阿里納多從2013年進入大聯盟以來，其攻擊與防守兩端皆繳出統治大聯盟三壘防區的表現，因而被廣泛認為現役攻守最為全面的三壘手。阿里納多生涯獲得眾多榮譽，包含從新人年起金手套獎十連霸與白金手套獎六連霸。他是唯一一位在他的前十个 MLB 赛季中每个赛季都获得罗林斯金手套奖的内野手。他于 2013 年在科罗拉多洛矶队首次亮相 MLB，并在 2021 赛季前被交易到红雀队。

## 生平

### 早年
諾蘭·詹姆斯·阿里納多出生於加州新港滩，而後在森林湖成長。自小便是洛杉磯道奇球迷，高中起便擔任校隊游擊手，當時他的隊友還包括了奧斯汀·羅邁以及麥特·查普曼等人。2008年，阿里納多率領校隊贏得了加州校際聯盟的區域冠軍，當時他的成績是.456打擊率，32分打點，33得分，因此被洛杉磯時報提名為「全明星隊」的一員。而後，亞利桑那州立大學向阿里納多提供了全額獎學金。

### 職業生涯

#### 小聯盟時期
阿里納多在2009年選秀會的第二輪被科羅拉多洛磯選中，他選擇放棄亞大的獎學金，與洛磯簽約。2010年，阿里納多已經升上小聯盟1A球隊阿什維爾旅人，當年他的賽季通算成績是.308打擊率，附帶41支二壘打。2011年賽季開始之前，《棒球美國》將阿里納多評為洛磯系統的新秀第三佳（小聯盟第80位）。不過，在升上高階1A之前，阿里納多始終是打優於守的球員，當時他雖然有出色的臂力與柔軟度，在球場上的移動卻仍有待磨練，教練傑瑞·溫斯坦曾為此對他特別加力訓練。
2011年賽季，阿里納多在前半球季便累積了.283打擊率，6支全壘打，42分打點的成績，因此入選未來之星賽事。此外，他亦是當年亞利桑那秋聯的最有價值球員。2012年賽季，阿里納多二次入選未來之星賽事。

#### 科羅拉多洛磯
2013年賽季
縱使阿里納多在春訓的狀態良好，球團仍然決定安排他自小聯盟3A球隊展開新球季。在4月結束前，阿里納多已經繳出.364打擊率，1.059攻擊指數的駭人成績，「迫使」洛磯球團將他正式升上大聯盟。4月28日，阿里納多在客場對陣亞利桑那響尾蛇，然而他的大聯盟初登場並沒有擊出安打。翌日，他從洛杉磯道奇投手喬什·沃爾手中擊出了一壘安打，是為他的大聯盟初安。5月4日，在主場面對坦帕灣光芒的比賽中，面對強力投手大衛·普萊斯擊出了滿貫全壘打。防守端，阿里納多的評價甚至更佳，在DRS方面僅落後亞特蘭大勇士的安德瑞爾頓·西蒙斯。10月29日，防守金手套獎的名單公布，阿里納多以新人三壘手之姿奪獎，是國家聯盟史上首次。
2014年賽季
4月5日，阿里納多面對布蘭登·麥卡錫兩次擊出全壘打，生涯首次單場多轟。至5月8日止，他已連續28場比賽擊出安打，打破了洛磯隊史紀錄。5月23日，由於左手中指骨折，阿里納多首次進入傷兵名單，他錯過了37場常規賽，並於6月28日重新登錄。
阿里納多的狀態逐漸好轉，在8月的第三週，他有.545打擊率，1.645攻擊指數的表現，使他獲得國聯單週最佳球員的肯定。9月份，由於胸骨挫傷引發了肺炎，阿里納多亦缺席了一些比賽。不過，即使僅出賽111場，他仍然獲得是年的防守金手套獎肯定。
2015年賽季
6月第四週，阿里納多以7轟、14打點的成績再次獲選為國聯單週最佳球員。他並入選了2015年的全明星賽。值得一提的是，在前半球季的24支全壘打（以及其他多項數據表現）當中，客場的數量比起主場要更佳，打破了洛磯球員的「庫爾斯神話」。9月5日，阿里納多連續第六場比賽開轟，再次打破洛磯隊史紀錄，並且以38支安打的表現獲得9月份國家聯盟最佳球員肯定。
2015年賽季，阿里納多在全壘打（42）、打點（130）、壘打數（354）、犧牲打（11）等多個項目領先於國家聯盟，並首次獲得銀棒獎。另外，他以89支長打打破了大聯盟三壘手的歷史紀錄。
防守端，阿里納多連續第三年獲得三壘金手套，更在「防守聖經獎」等防守類獎項全面領先，並且首度獲得國家聯盟最有價值球員的記者投票。
2016年賽季

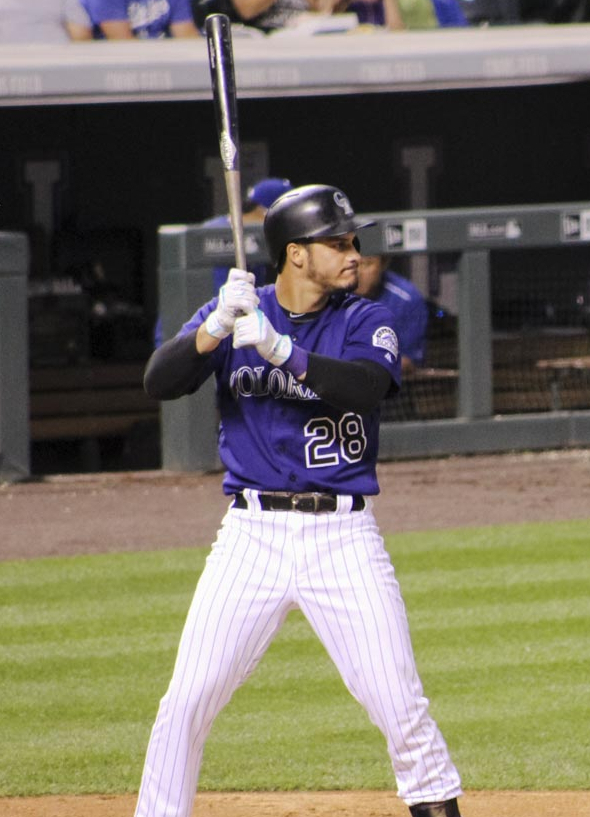
打擊區的阿里納多

在春訓開始前，阿里納多與洛磯球團達成了一年5,000,000美元的薪資協議，避免了仲裁。這年他第二次入選全明星賽。8月8日，阿里納多在比賽中擊出全壘打，達成生涯100轟，25歲又4個月的年紀是洛磯隊史最年輕的紀錄。身體保持健康的阿里納多在2016年出賽了160場，他的佳績包括.294打擊率，182支安打（含82支長打），133分打點（大聯盟第一）等數據，並且四次獲得金手套獎、銀棒獎、防守聖經獎等獎項的肯定。
2017年賽季
這年，阿里納多再次選擇以協議的方式與洛磯球團磋商，最終的新合約數額以二年29,500,000美元議定。6月18日，在面對舊金山巨人的比賽中，阿里納多達成了完全打擊，包括結束比賽的再見轟。他再次入選全明星賽，並首次先發上場。7月19日與聖地牙哥教士的比賽中，阿里納多單場三次打出全壘打，收入7分打點，皆是個人新高，並且獲選為7月的國聯最佳球員。這年他亦首次進入季後賽，在國聯外卡賽中擊出全壘打，但球隊負於響尾蛇，無緣晉級。
2017年季後，阿里納多的賽季打點數連續第三年達到130分（以上），是大聯盟歷史上第11次，三壘手位置則是首次有此成就。個人獎項方面，阿里納多則是連續第五年獲得三壘金手套。
2018年賽季
季前，《運動畫刊》評選阿里納多為大聯盟總體能力第8位，尤其讚許他的防守能力。在合約方面，阿里納多與洛磯球團協議在球季結束後就延長事宜商談，此舉有利他專注於場上的表現。他第二度在全明星賽中擔任國聯先發三壘手，球迷得票數則是第4位。季後，他獲得個人第六座金手套獎，在國聯最有價值球員的票選中則排名第3位。
2019年賽季
2019年2月26日，洛磯球團與阿里納多達成了八年260,000,000美元的合約協議。5月25日，他在對陣巴爾的摩金鶯的比賽中擊出了個人生涯第200轟。在該年的全明星賽中，他再次獲票選擔任先發三壘手。
阿里納多在2019年賽季的成績是：.315打擊率，.379上壘率，.583長打率，41支全壘打，104得分，.962攻擊指數。他並獲得了個人第七座金手套獎，以及連續第三年獲得「白銀手套獎」。
2020年賽季

## 評價
阿里納多的防守向來為人稱道，在廣大的三壘防區，他的防守範圍、接球、傳球與傳球臂力皆是大聯盟頂尖，其滯空傳球的能力與準確性尤其使人印象深刻。打擊方面，相較於生涯前兩年的表現，2015年開始的打擊成績則有著大幅度的進步，其各項成績的傑出表現不僅止於領先三壘位置的選手，更是全大聯盟最傑出者。
優秀的成績之外，阿里納多所付出的努力也異於常人。洛磯總教練巴德·布拉克曾在2017年季前與阿里納多碰面，當時是寒冷的1月份，後者正在加州大學爾灣分校的球場上練習。「絕大多數的大聯盟球員一點都不想在1月做滾地球防守練習，那是因為隨著2月、3月到來，春訓展開，他們就有接不完的滾地球了，但他可不一樣。」
據了解，阿里納多選擇了尺寸稍大的防守用手套，便於他的接球動作。

## 個人生活
阿里納多曾是史考特·波拉斯旗下的球員，2015年11月後其經紀約轉由Joel Wolfe執行。
阿里納多是一名基督徒，他的手臂上有馬太福音的經文：「在人這是不能的，在神凡事都能。」

### 家庭
諾蘭·阿里納多的父親費南多（Fernando）是古巴人，母親米莉（Millie）則是紐約皇后區出身的古巴／波多黎各移民後裔。諾蘭的弟弟喬納是舊金山巨人小聯盟系統的球員。

## 軼事
- 阿里納多最喜愛的球員是艾德里安·贝尔垂以及麥特·哈勒戴。
- 2016年，傳奇播報員文·史考利在道奇主場的最後一個系列賽，洽逢洛磯來訪。阿里納多請他在自己的球棒上簽名，然後用這支球棒打出了賽季的第40轟[58]。

## 外部連結
- 球員資訊和成績在MLB，ESPN，Baseball-Reference，Fangraphs（英文）